# Date (Unix)
date je un*xová utilita sloužící ke zjištěni aktuálního data a/nebo času. Umožňuje je také nastavit.
Příkaz date se poprvé objevil v AT&T Unixu verze 1, byl však přítomen již od první verze Research Unixu.

## Syntaxe
Volby:
- -u : pro výstup se použije čas dle UTC, nikoli lokální
- +FORMÁT : formátovací řetězec;[pozn. 1] může obsahovat speciální interpretované sekvence z funkce strftime, začínající %, např.:  - %Y – rok
  - %m – číslo měsíce
  - %b – zkratka názvu měsíce
  - %d – den v měsíci (dvojmístný, zleva vyplněný nulou)
  - %e – den v měsíci (vyplněný mezerou)
  - %a – zkratka názvu dne v týdnu
  - %H – hodina (24h čas)
  - %M – minuta
  - %S – sekunda
  - %Z – zkratka časové zóny[pozn. 2]
  - %s – počet sekund od epochy unixového času[pozn. 3]
- -I[formát] : zobrazí datum v ISO 8601 formátu, volitelně lze upřesnit formát (date (výchozí), minutes, seconds, …)[pozn. 3][pozn. 4]

## Funkce

### Zobrazení času
Implicitní formát zobrazení času je %a %b %e %H:%M:%S %Z %Y. Jazyk výstupu závisí na nastavení locales.
```
$ date
Wed Jan  5 09:36:28 CET 2022
```

```
$ date '+letos máme rok %Y'
letos máme rok 
2025
```

#### časová zóna
Proměnnou prostředí TZ lze vynutit jinou časovou zónu, př.:
```
$ date -Iminutes;  TZ=America/New_York date -Iminutes
2022-01-01T00:10+01:00
2021-12-31T19:10-05:00
```

### Nastavení času
date s číselným argumentem umožňuje, pokud má uživatel dostatečná oprávnění, datum nastavit.
Existují protichodné formáty data/času pro nastavení. Dle X/Open System Interfaces (XSI), ze které vychází mj. GNU date, je formát mmddHHMM[[YY]YY].
BSD systémy používají intuitivnější syntaxi, [[[[[[YY]YY]mm]dd]HH]MM[.SS]].
v GNU date lze použít volbu -s (--set) s volnějším formátem data.

### Volitelný čas
Některé implementace umožňují pracovat s uživatelsky definovaným časem. Např. v GNU date lze parametrem -d (--date) předložit čas/datum ve volném formátu.
```
 $ date -u -Iseconds -d 'September 11 2001 8:46:40 EDT'
 2001-09-11T12:46:40+00:00
```

Zavináč a číslo pro počet sekund Unix time, např.:
```
$ date -d '@
2147483647
'
Tue Jan 19 04:14:07 CET 
2038
```